# Tour Franklin
A Tour Franklin felhőkarcoló a párizsi La Défense üzleti központban. Puteaux önkormányzathoz tartozik. 
Az 1972-ben épült torony 120 m magas és a La Défense második generációs felhőkarcolójának tulajdonosa. Területe eléri a 72 500 m²-t. A forma egy kis torony és egy nagy torony kombinációja. Az építészek Delb, Chesnau, Verola és Lalande.